# Tess Tinieblas
Tess Tinieblas es una serie de historietas de temática fantástica creada por Germán García en 1997 y continuada luego por otros autores, hasta alcanzar las 9 entregas. Narra las aventuras de tres peculiares cazafantasmas: La propia Tess, Elmo y el Sr. Bolón.

## Trayectoria editorial
Germán García dibujó los 7 primeros números en formato comic-book y un número especial en formato de tiras, Al haber sido requerido su creador por la industria americana, ese séptimo número y los dos últimos contaron con la colaboración del guionista Miguel Chaves y los dibujantes Luis Bustos y Javier Pulido. Fueron publicados además por La Factoría de Ideas, la cual recopiló, entre 1999 y 2001, la serie en tres tomos.